# Heinrich Wagner (Linguist)
Heinrich Hans Wagner (* 16. Januar 1923 in Zürich; † 11. September 1988 in Dublin) war ein Schweizer Linguist, Keltologe und Professor am Dublin Institute for Advanced Studies.

## Leben
Wagner studierte von 1941 bis 1945 an der Universität Zürich Indogermanistik, Altgermanistik und Keltologie. 1945 bereiste er erstmals Irland. In Dublin lernte er die keltischen Dialekte Irlands beherrschen, später verfasste er den bis heute als Standardwerk geltenden Linguistic Atlas and Survey of Irish Dialects (Dublin 1958 bis 1969), der mit Unterstützung des Schweizerischen Nationalfonds gedruckt wurde. In Zürich wurde er 1948 mit der Arbeit „Zur Herkunft der ē-Verba in den indogermanischen Sprachen, mit besonderer Berücksichtigung der germanischen Bildungen“ promoviert. Von 1951 bis 1953 lehrte er als Professor für germanische Philologie in Utrecht. 1953 wurde er auf den Lehrstuhl für germanische Philologie an der Universität Basel berufen, den er bis 1958 innehatte. Von 1959 bis 1979 stand er dem Celtic Department der Queen’s University Belfast vor. 1979 wurde er Professor am Dublin Institute for Advanced Studies und im gleichen Jahr Ehrendoktor der National University of Ireland. Wagner gilt als bedeutendster Schüler Julius Pokornys.

## Publikationen (Auswahl)
- Zur Herkunft der ē-Verba in den indogermanischen Sprachen mit besonderer Berücksichtigung der germanischen Bildungen (Zürich: Dissertationsdruckerei Leemann, 1950).
- Das Verbum in den Sprachen der britischen Inseln. Ein Beitrag zur geographischen Typologie des Verbums (= Buchreihe der Zeitschrift für celtische Philologie. Band 1.) Tübingen 1959.
- Gaeilge Theilinn: foghraidheacht, gramadach, téacsanna. („The Irish of Teelin“.) Institute for Advanced Studies, Dublin 1959 (2. Auflage ebenda 1979).
- Linguistic Atlas and Survey of Irish Dialects. 4 Bände. Institute for Advanced Studies, Dublin 1958–1964.
- Studies in the origins of the Celts and of early Celtic civilisation. Niemeyer, Tübingen 1971, ISBN 9783484101524.
- Das Hethitische vom Standpunkte der typologischen Sprachgeographie (= Testi linguistici. Band 7). Giardini, Pisa 1985.